# Trichostephanus
Trichostephanus är ett släkte av videväxter. Trichostephanus ingår i familjen videväxter.
Kladogram enligt Catalogue of Life:
| Trichostephanus | \| \| Trichostephanus acuminatus \| \| \| \| \| \| Trichostephanus gabonensis \| \| \| \| |
|                 | \| \| Trichostephanus acuminatus \| \| \| \| \| \| Trichostephanus gabonensis \| \| \| \| |
|                 | Trichostephanus acuminatus                                                                |
|                 |                                                                                           |
|                 | Trichostephanus gabonensis                                                                |
|                 |                                                                                           |